# Mus fragilicauda
Mus fragilicauda is een knaagdier uit het ondergeslacht Mus van het geslacht echte muizen (Mus) dat voorkomt in de Thaise provincie Nahkon Ratchasima (Khorat) en in de Laotiaanse provincie Sekong. De naam fragilicauda (Latijn voor "met fragiele staart") slaat op het feit dat M. fragilicauda de enige soort van het ondergeslacht Mus is die zijn staart verliest als hij gevangen wordt.
M. fragilicauda verschilt vooral in allerlei biochemische en moleculaire biologische kenmerken van verwante soorten; morfologisch is hij vrijwel identiek aan Mus cervicolor popaeus. M. fragilicauda heeft echter een zachtere, fluweelachtige vacht. Zoals alle soorten van het ondergeslacht heeft M. fragilicauda 40 chromosomen. Ondanks die morfologische overeenkomt is hij genetisch nauwer verwant aan Indiase soorten als Mus famulus, Mus booduga en Mus terricolor.